# Гербы Амурской области
Список гербов муниципальных образований Амурской области Российской Федерации.
На 1 января 2018 года в Амурской области насчитывалось 286 муниципальных образований — 9 городских округов, 20 муниципальных районов, 15 городских и 242 сельских поселений.

## Гербы городских округов
| Герб | Наименование                                                        | Дата утверждения | Номер в ГГР |
| ---- | ------------------------------------------------------------------- | ---------------- | ----------- |
|      | Герб муниципального образования «Городской округ город Благовещенск | 30 октября 1997  | не внесён   |
|      | Герб муниципального образования Городской округ город Белогорск     | 11 мая 2000      | 647         |
|      | Герб муниципального образования город Зея                           | 2 сентября 1999  | 660         |
|      | Герб муниципального образования Городской округ Прогресс            | 20 июля 2021     | 13879       |
|      | Герб муниципального образования Городской округ город Райчихинск    | 25 августа 2009  | 5618        |

| Герб | Наименование                                     | Дата утверждения | Номер в ГГР |
| ---- | ------------------------------------------------ | ---------------- | ----------- |
|      | Герб городского округа Город Свободный»          | 10 июня 1996     | не внесён   |
|      | Герб муниципального образования город Тында      | 26 января 2006   | 2270        |
|      | Герб муниципального образования город Шимановск  | 19 октября 2017  | 11592       |
|      | Герб муниципального образования ЗАТО Циолковский | 31 октября 2019  | 12731       |

## Гербы муниципальных округов
| Герб | Наименование                               | Дата утверждения     | Номер в ГГР |
| ---- | ------------------------------------------ | -------------------- | ----------- |
|      | Герб Архаринского муниципального округа    | 20 февраля 2023 года | 7207        |
|      | Герб Белогорского муниципального округа    | 19 октября 2012 года |             |
|      | Герб Благовещенского муниципального округа | 7 октября 2022 года  | 5896        |
|      | Герб Бурейского муниципального округа      | 20 декабря 2023 года | 14651       |
|      | Герб Завитинского муниципального округа    | 20 апреля 2011 года  | 6920        |
|      | Герб Ивановского муниципального округа     | 5 ноября 2001 года   |             |
|      | Герб Ромненского муниципального округа     | 4 июля 2006 года     | 2556        |
|      | Герб Тындинского муниципального округа     | 3 октября 2007 года  | 3974        |

Гербы муниципальных районов Амурской области
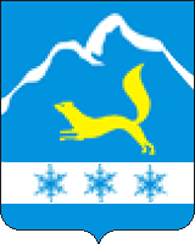
Герб Зейского района
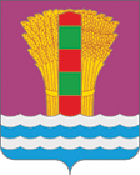
Герб Константиновского района
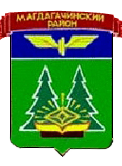
Герб Магдагачинского района
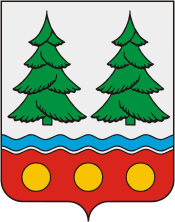
Герб Мазановского района
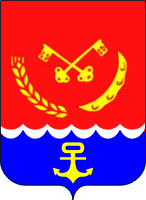
Герб Михайловского района
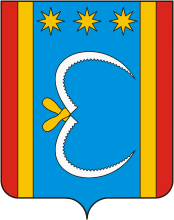
Герб Октябрьского района
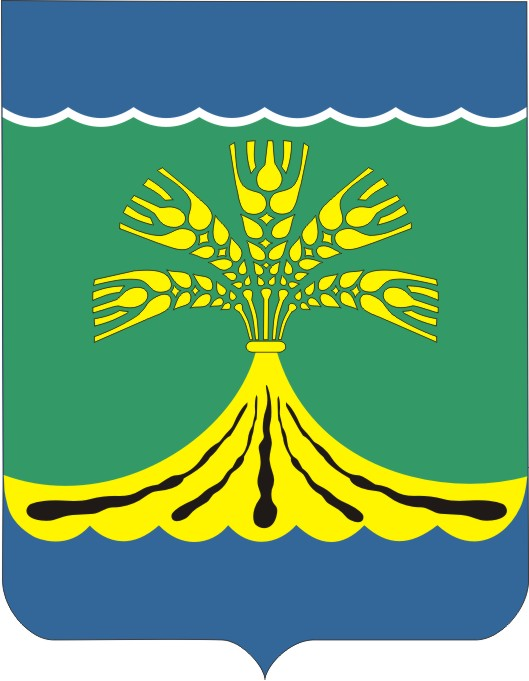
Герб Свободненского района
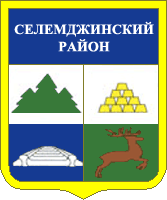
Герб Селемджинского района
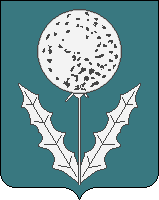
Герб Серышевского района
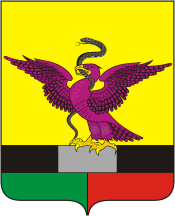
Герб Сковородинского района
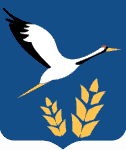
Герб Тамбовского района
Герб Шимановского района